# Kossakowscy herbu Ślepowron

herb Ślepowron

Kossakowscy (Kosakowscy) – polski ród szlachecki, pieczętujący się herbem Ślepowron, którego niektóre linie otrzymały w czasach rozbiorów tytuł hrabiowski.

## Członkowie rodu
- Franciszek Nikodem Kossakowski (zm. 1611) – urzędnik Rzeczypospolitej Obojga Narodów
- Jan Kossakowski (zm. po 1680) – starosta wiski
- Antoni Kossakowski (1718–1786) – poeta
- Michał Kossakowski (1733–1798) – wojewoda witebski i brasławski
- Antoni Kossakowski (1735–1798) – kasztelan inflancki
- Józef Kazimierz Kossakowski (1738–1794) – biskup inflancki
- Szymon Marcin Kossakowski (1741–1794) – hetman wielki litewski
- Jakub Kossakowski (1752–1784) – podstoli kowieński
- Jan Nepomucen Kossakowski (1755–1808) – biskup inflancki i wileński
- Adam Kossakowski (1756–1828) – biskup pomocniczy inflancki i wileński, jezuita
- Józef Ignacy Kossakowski (1757–1829) – literat
- Józef Dominik Kossakowski (1771–1840) – łowczy Wielkiego Księstwa Litewskiego
- Józef Antoni Kossakowski (1772–1842) – generał wojska francuskiego
- Stanisław Szczęsny Kossakowski (1795–1872) – dyplomata, literat
- Jarosław Michał Kossakowski (1842–1889) – uczestnik powstania styczniowego
- Michał Stanisław Kossakowski (1883–1962) – ziemianin, dyplomata, bankowiec
- Jan Kossakowski (1900–1979) – lekarz, chirurg
- Józef Kossakowski (1917–1988) – ichtiolog
- Eustachy Kossakowski (1925–2001) – fotografik
- Andrzej Kossakowski (1929–1992) – historyk sztuki